# 컴퓨존
컴퓨존(Compuzone)은 1991년 설립된 한국 대표적인 컴퓨터 부품 및 전자기기 판매 업체이다. 처음에는 태인시스템이라는 이름으로 시작하여 1999년 현재의 이름 컴퓨존으로 변경되었다. 1999년 11월 17일 주식회사가 되었고 2020년에는 매출 1조원을 돌파하였다. VR(가상현실) 하드웨어와 게임 타이틀을 포함한 취미 관련 상품, 자급제 스마트폰 등 여러 전자기기와 소모품을 판매할뿐아니라 유관 서비스도 제공한다.